# 리한
리한(LEEHAN, 理韓)은 1979년 박인철 현 회장이 설립한 자동차부품 전문기업이다. 서진산업에서 분사하여 설립된 대기산업을 모태로 하고 있으며, 박인철 회장의 장남인 박지훈 사장이 대표이사를 역임하고 있다. 지주회사인 리한을 중심으로 강소리한, 북경리한, 리한아메리카 등 중국과 미국에 해외생산법인이 있으며, 합작사인 리한브로제가 계열사로 편제되어 있다. 1980년대 사업 초기에는 자동차 래치(Latch)류가 주요 생산품목이었으며, 기아자동차 '푸조'와 트럭 'T-2000', 'T-600'에 들어가는 도어래치, 잭크 등을 공급하였다. 1982년 에어클리너(Air Cleaner)를 추가로 생산하기 시작했으며 1987년 반월공장을 완공하였다. 이어 1989년 기술연구소 설립, 1992년 시화공장 완공과 더불어 국내를 기반으로 사업영역을 확장했다. 그러나 1997년 7월 기아그룹 부도의 여파로 기아자동차 창업주 집안의 방계회사로써 경영난에 처하게 되자, 2000년 대기시트를 미국 존슨컨트롤즈(JCI)에 매각하고 2005년 대기포레시아를 프랑스 포레시아(Faurecia)로 매각하는 등 계열회사 구조조정을 진행하며 경영정상화에 몰두하였다. 이후 2004년 중국 장자강공장, 2009년 미국 알라바마공장, 2012년 중국 북경공장을 연속적으로 완공하고 2007년 미국 비스티온(Visteon), 인도 루카스 티브이에스(Lucas-TVS)와 전략적 기술제휴를 체결했다. 2008년 독일 브로제(Brose)와 합작사인 리한브로제를 설립하여 계열사에 편제하였다. 2011년 9월 대기산업에서 리한으로 사명을 변경했다.

## 연혁
- 1979년: 회사 설립, 군포공장 완공
- 1987년: 반월공장 완공
- 1989년: 기술연구소 설립
- 1992년: 시화공장 완공
- 1996년: 삼도산업 인수하여 대기시트로 사명 변경
- 2000년: 시트사업부문 미국 존슨컨트롤즈(JCI)로 매각
- 2002년: 프랑스 포레시아(Faurecia)와 합작사 설립, 구동부품사업부문 법인 분리
- 2003년: 평택공장 완공, 도어사업부문 법인 분리, 중국 생산법인 설립
- 2004년: 중국 장자강공장 완공
- 2005년: 울산공장 완공, 구동부품사업부문 포레시아(Faurecia)로 매각
- 2006년: 화성공장 완공, 수원연구센터 개관
- 2007년: 미국 생산법인 설립, 미국 비스티온(Visteon)ㆍ인도 루카스 티브이에스(Lucas-TVS)와 전략적 기술제휴 체결
- 2008년: 독일 브로제(Brose)와 합작사 설립하여 대기산업 계열사로 편입
- 2009년: 미국 알라바마공장 완공, 무역의 날 3천만불 수출의 탑 수상
- 2011년: 리한으로 사명 변경
- 2012년: 중국 북경공장 완공, 제11회 Global Standard Management Awards 기술경영대상 수상, 여성가족부 주최 * 2012년 가족친화인증기업 선정
- 2013년: 제12회 Global Standard Management Awards 기술경영대상 (2년 지속대상) 수상, 무역의 날 5천만불 수출의 탑 수상, 현대모비스 Best Supplier 선정
- 2014년: 도어사업부문 일본 하이렉스(HI-LEX)로 매각, 제13회 Global Standard Management Awards 기술경영대상 (3년 지속대상) 수상
- 2015년: 고용노동부 노사문화 우수기업 선정, 제14회 Global Standard Management Awards 기술경영대상 (4년 지속대상) 수상